# 民新影片公司
民新影片公司，是被誉为香港电影之父的黎民伟创办的中国早期电影制作公司。

## 历史
1921年由黎民伟 、黎海山、黎北海筹组的民新制造影画片有限公司，1923年在香港正式成立民新影片公司，由黎海山任经理，黎民伟任副经理，1926年由于香港经济波动无法完成电影制造而搬迁到上海。20年代末期，公司面临重大财政问题，因为要和其他电影公司竞争，例如明星电影公司，天一影片公司等。后来经过其老朋友罗明佑拯救，成立了一家新公司联华影业公司，因此30年代民新影片公司被完全吸收。
联华影业公司业绩下滑，1936年黎民伟又将公司分离出来，成立新的民新影片公司。

## 著名电影
- 木兰从军 (1928年电影)